# Mark L. Young
Mark L. Young (Everett (Washington), 1 januari 1991), geboren als Markell V. Efimoff, is een Amerikaans acteur.

## Biografie
Young begon op negenjarige leeftijd met acteren en verhuisde op twaalfjarige leeftijd naar Los Angeles voor zijn acteercarrière.
Young begon in 2003 als jeugdacteur met acteren in de televisieserie Still Standing, waarna hij nog meerdere rollen speelde in televisieseries en films.

## Filmografie

### Films
Uitgezonderd korte films.
- 2019 Bad Art - als Benji
- 2018 False Profits - als Travis Pitts
- 2017 Dirty Lies - als Josh
- 2017 Swing State - als Neil Hornback
- 2015 Daddy's Home - als mondhygiënist
- 2015 The Curse of Downers Grove – als Ian
- 2014 Tammy – als Jesse
- 2013 Beneath – als Grubbs
- 2013 We're the Millers – als Scottie P.
- 2013 Movie 43 – als Calvin
- 2010 Happiness Runs – als Victor
- 2008 Sex Drive – als Randy
- 2008 The Lucky Ones – als Scott Cheaver
- 2005 In Memory of My Father – als Chris
- 2004 Harry + Max – als Harry (15 jaar oud)
- 2003 Rogues – als Choir

### Televisieseries
Uitgezonderd eenmalige gastrollen.
- 2020 Filthy Rich - als Jason Conley - 10 afl.
- 2017 Ten Days in the Valley - als PJ - 6 afl.
- 2016 Aquarius - als Bobby Beausolein - 2 afl.
- 2013-2014 Betas – als Trevor – 5 afl.
- 2014 The Comeback – als Tyler Beck – 8 afl.
- 2012 The Inbetweeners – als Neil Sutherland – 12 afl.
- 2009 The Secret Life of the American Teenager – als Thomas – 2 afl.
- 2009 Big Love – als Franky – 4 afl.
- 2006 Dexter – als Jeremy Downs – 2 afl.
- 2004-2005 The O.C. – als nerd – 2 afl.
- 2003-2004 Six Feet Under – als Eric Sheedy – 2 afl.